# Earl of Darnley
Earl of Darnley ist ein erblicher britischer Adelstitel, der zweimal in der Peerage of Scotland und einmal in der Peerage of Ireland verliehen wurde.

## Erste Verleihung
Am 5. August 1581 wurde der Titel an Esme Stuart 1. Earl of Lennox verliehen. Die Verleihung erfolgte gleichzeitig mit dem übergeordneten Titel Duke of Lennox, beide in der Peerage of Scotland. Er war bereits am 5. März 1580 zum Earl of Lennox erhoben worden. Die Titel erloschen beim Tod des 6. Duke of Lennox 1672.

## Zweite Verleihung
Am 9. September 1675 wurde der Titel an Charles Lennox, 1. Duke of Richmond verliehen. Die Verleihung erfolgte gleichzeitig mit dem übergeordneten Titel Duke of Lennox und dem nachgeordneten Titel Lord of Torboltoun, alle drei in der Peerage of Scotland. Er war bereits am 9. August 1675 in der Peerage of England zum Duke of Richmond, Earl of March und Baron Setrington in the County of York erhoben worden.

## Dritte Verleihung

Wappen der Earls of Darnley (1725)

Am 29. Juni 1725 wurde der Titel in der Peerage of Ireland für John Bligh, 1. Baron Clifton neu geschaffen. Er war bereits am 14. September 1721 zum Baron Clifton, of Rathmore in the County of Meath und am 7. März 1723 zum Viscount Darnley, beide in der Peerage of Ireland, erhoben worden. Seine Ehegattin führte zudem den am 9. Juli 1608 als Barony by writ in der Peerage of England geschaffenen Titel Baron Clifton, of Leighton Bromswold in the County of Huntingdon, wodurch sein Sohn, der 2. Earl beide Baronien vereinigte. Im Gegensatz zur irischen ist der englische Titel auch in weiblicher Linie vererbbar, weshalb am 31. Oktober 1900, beim Tod des 7. Earls der englische Baronstitel an Elizabeth Bligh, 17. Baroness Clifton fiel während die irischen Titel an Ivo Bligh, 8. Earl of Darnley übergingen. Nach beider Tod vereinigte deren Erbe Esme Bligh, 9. Earl of Darnley, 18. Baron Clifton die Titel erneut. Heutiger Inhaber der Titel ist Adam Bligh, 11. Earl of Darnley.

## Liste der Earls of Darnley

### Earls of Darnley, erste Verleihung (1581)
- Esmé Stewart, 1. Duke of Lennox, 1. Earl of Darnley (1542–1583)
- Ludovic Stewart, 2. Duke of Lennox, 1. Duke of Richmond, 2. Earl of Darnley (1574–1624)
- Esmé Stewart, 3. Duke of Lennox, 3. Earl of Darnley (1579–1624)
- James Stewart, 4. Duke of Lennox, 1. Duke of Richmond, 4. Earl of Darnley (1612–1655)
- Esmé Stewart, 5. Duke of Lennox, 2. Duke of Richmond, 5. Earl of Darnley (1649–1660)
- Charles Stewart, 6. Duke of Lennox, 3. Duke of Richmond, 6. Earl of Darnley (1639–1672)

### Earls of Darnley, zweite Verleihung (1675)
- Charles Lennox, 1. Duke of Richmond, 1. Duke of Lennox, 1. Earl of Darnley (1672–1723)
- Charles Lennox, 2. Duke of Richmond, 2. Duke of Lennox, 2. Earl of Darnley (1701–1750)
- Charles Lennox, 3. Duke of Richmond, 3. Duke of Lennox, 3. Earl of Darnley (1734–1806)
- Charles Lennox, 4. Duke of Richmond, 4. Duke of Lennox, 4. Earl of Darnley (1764–1819)
- Charles Gordon-Lennox, 5. Duke of Richmond, 5. Duke of Lennox, 5. Earl of Darnley (1791–1860)
- Charles Gordon-Lennox, 6. Duke of Richmond, 6. Duke of Lennox, 1. Duke of Gordon, 6. Earl of Darnley (1818–1903)
- Charles Gordon-Lennox, 7. Duke of Richmond, 7. Duke of Lennox, 2. Duke of Gordon, 7. Earl of Darnley (1845–1928)
- Charles Gordon-Lennox, 8. Duke of Richmond, 8. Duke of Lennox, 3. Duke of Gordon, 8. Earl of Darnley (1870–1935)
- Frederick Gordon-Lennox, 9. Duke of Richmond, 9. Duke of Lennox, 4. Duke of Gordon, 9. Earl of Darnley (1904–1989)
- Charles Gordon-Lennox, 10. Duke of Richmond, 10. Duke of Lennox, 5. Duke of Gordon, 10. Earl of Darnley (1929–2017)
- Charles Gordon-Lennox, 11. Duke of Richmond, 11. Duke of Lennox, 6. Duke of Gordon, 11. Earl of Darnley (* 1955)

Titelerbe (Heir Apparent) ist der Sohn des aktuellen Titelinhabers Charles Gordon-Lennox, Earl of March and Kinrara (* 1994).

### Earls of Darnley, dritte Verleihung (1725)
- John Bligh, 1. Earl of Darnley (1687–1728)
- Edward Bligh, 2. Earl of Darnley (1715–1747)
- John Bligh, 3. Earl of Darnley (1719–1781)
- John Bligh, 4. Earl of Darnley (1767–1831)
- Edward Bligh, 5. Earl of Darnley (1795–1835)
- John Bligh, 6. Earl of Darnley (1827–1896)
- Edward Bligh, 7. Earl of Darnley (1851–1900)
- Ivo Bligh, 8. Earl of Darnley (1859–1927)
- Esme Bligh, 9. Earl of Darnley (1886–1955)
- Peter Bligh, 10. Earl of Darnley (1915–1980)
- Adam Bligh, 11. Earl of Darnley (* 1941)

Titelerbe (Heir Apparent) ist der Sohn des aktuellen Titelinhabers Ivo Donald Bligh, Lord Clifton (* 1968).